# Kurt Goldstein
Kurt Goldstein (Kattowitz, 6 novembre 1878 – New York, 19 settembre 1965) è stato un neurologo e psichiatra tedesco.
È considerato il pioniere della neuropsicologia moderna e della psicosomatica.
Ha ideato la teoria olistica dell'organismo basata sulla teoria della Gestalt e che ha poi influenzato profondamente lo sviluppo della psicoterapia della Gestalt. Il suo libro più importante è Der Aufbau des Organismus (1934), poi pubblicato in inglese con un'introduzione di Oliver Sacks (The Organism, 1995). Goldstein è stato coeditore del Journal of Humanistic Psychology (conosciuto anche come "JHP", in italiano "Giornale di Psicologia Umanistica").

## Opere
- 1908. Zur Lehre von der motorischen Apraxie. J. fur Psychol. und Neurol., XI., pp. 169–187 e 270-283.
- 1920. (con Adhemar Gelb), Psychologische Analysen hirnpathologischer Falle. 2 voll., Liepzig, Barth.
- 1932. (con Hans Cohn), Diagnostik der Hirngeschwülste. Berlin-Wien, Urban & Schwarzenberg
- 1934. Der Aufbau des Organismus. Einführung in die Biologie unter besonderer Berücksichtigung der Erfahrungen am kranken Menschen. Den Haag, Nijhoff.
- 1939. The Organism: A Holistic Approach to Biology Derived from Pathological Data in Man. New York: American Book Company.
  -  Kurt Goldstein, L'organismo. Un approccio olistico alla biologia derivato dai dati patologici nell'uomo, ed. italiana a cura di Luigi Corsi, Roma, Fioriti, 2010, ISBN 978-88-95930-25-1.
- 1940. Human Nature in the Light of Psychopathology. Cambridge: Harvard University Press, n. ed. 1951
- 1941. (con Martin Scheerer), Abstract and Concrete Behavior: An Experimental Study With Special Tests. In: Psychological Monographs, a cura di John F. Dashell, vol. 53, n. 2 (239), pp. 1–151.
- 1942. After effects of brain injuries in war. New York: Grune & Stratton.
- 1944. (con E. Hanfmann e Rickers-Ovsiankina), Case Lanuti: Extreme Concretization of Behavior Due to Damage of the Brain Cortex. In: Psychological Monographs, a cura di John F. Dashell, vol. 57, n. 4 (264), pp. 1–72.
- 1945. (con M. Scheerer ed E. Rothmann), A Case of “Idiot Savant”: An Experimental Study of Personality Organization. In: Psychological Monographs, a cura di John F. Dashell, vol. 58, n. 4 (269), pp. 1–63.
- 1948. Language and Language Disturbances: Aphasic symptom complexes and their significance for medicine and theory of language.  New York: Grune & Stratton.
- 1967. Selected Papers. a cura di Aron Gurwitsch, Else M. Goldstein Haudek e William E. Haudek. The Hague: Nijhoff, 1971
  -  Kurt Goldstein, Il concetto di salute ed altri scritti, a cura di Elena Calamari e Mauro Pini, Pisa, ETS, 2007, ISBN 978-88-467-1715-3.